# Prudente de Morais, Minas Gerais
Prudente de Morais là một đô thị thuộc bang Minas Gerais, Brasil. Đô thị này có diện tích 125,783 km², dân số năm 2007 là 8874 người, mật độ 70,55 người/km².